# HochsauerlandEnergie
Die HochsauerlandEnergie GmbH (HE) ist ein kommunales Energieversorgungsunternehmen (EVU), das am 6. Mai 2009 von den Städten Meschede und Olsberg und der Gemeinde Bestwig gemeinsam mit der Stadt Lippstadt gegründet worden ist. Neben dem Vertrieb von Strom und Gas verpachtet die HochsauerlandEnergie GmbH als alleinige Gesellschafterin der Hochsauerland Netze GmbH & Co. KG, welche die Strom- und Gasnetze in den Städten Meschede und Olsberg sowie in der Gemeinde Bestwig hält, diese Energieversorgungsnetze und lässt sie gegen Zahlung eines entsprechenden Pachtentgelts zurzeit von der Westnetz GmbH betreiben.

## Struktur
Gesellschafter der HochsauerlandEnergie GmbH sind zu gleichen Teilen die Kommunalunternehmen Hochsauerlandwasser GmbH und die Stadtwerke Lippstadt GmbH. Vorsitzender der Gesellschafterversammlung ist seit dem 12. Januar 2021 Bürgermeister Christoph Weber, Stadt Meschede. Der Aufsichtsrat besteht aus sechs Mitgliedern, die zu gleichen Teilen von der Hochsauerlandwasser GmbH und der Stadtwerke Lippstadt GmbH entsandt sind. Vorsitzender des Aufsichtsrates ist seit September 2014 Peter Cosack. Seit 2009 sind Christoph Rosenau und Siegfried Müller Geschäftsführer der HochsauerlandEnergie GmbH. Die HochsauerlandEnergie GmbH beschäftigt selbst kein Personal.

## Energievertrieb
Zum 1. Oktober 2009 hat die HochsauerlandEnergie GmbH den  Vertrieb von Strom für Haushalts- und Gewerbekunden aufgenommen, ab dem 1. Juli 2010 den Gasvertrieb. Zum 1. Januar 2010 ergänzten noch Nachtstrom für Nutzer von Nachtspeicher-Heizsystemen und Wärmepumpenstrom das Portfolio. Sämtliche Angebote des Stromvertriebs sind auch als Ökostrom-Angebote, die mit dem „OK Power“-Siegel zertifiziert sind, erhältlich. Seit einigen Jahren bereits ist die HochsauerlandEnergie GmbH vom unabhängigen Energieverbraucherportal als „Top-Lokalversorger Strom & Gas“ zertifiziert.
Zum 1. Januar 2016 hat die HochsauerlandEnergie GmbH in der Gemeinde Bestwig die Grund- und Ersatzversorgung für Gas übernommen; seit dem 1. Januar 2019 ist das Unternehmen in der Gemeinde Bestwig Grund- und Ersatzversorger für Strom und Gas; in der Stadt Olsberg ist die HochsauerlandEnergie seitdem Grund- und Ersatzversorger für Gas.
Zum Stichtag 1. Oktober 2021 hat die HochsauerlandEnergie GmbH über 23.600 Vertragskunden mit Strom und bzw. oder Gas beliefert. Das Vertriebsgebiet umfasst neben den Städten Meschede und Olsberg sowie der Gemeinde Bestwig den gesamten Hochsauerlandkreis sowie die Stadt Warstein. Die HochsauerlandEnergie GmbH unterhält Kundencenter in Bestwig, Olsberg und Meschede.
Zum 1. Januar 2022 übernimmt die HochsauerlandEnergie auch in der Stadt Meschede die Grund- und Ersatzversorgung für Gas.

## Energienetze
Schon bei ihrer Gründung im Jahr 2009 war die Rekommunalisierung der Strom- und Gasnetze ein festgeschriebener Unternehmenszweck der HochsauerlandEnergie GmbH. Im Dezember 2014 hatten die HochsauerlandEnergie GmbH und die RWE Deutschland AG die HochsauerlandNetze GmbH & Co. KG (HSN) gegründet. Die HochsauerlandEnergie GmbH hielt mit 74,9 Prozent der Anteile die Mehrheit an dem neuen Unternehmen. RWE hielt die verbleibenden 25,1 Prozent. Zum 1. Januar 2015 ist die HochsauerlandNetze GmbH & Co. KG Eigentümerin der Stromnetze in Meschede, Bestwig und Olsberg und des Gasnetzes in Meschede geworden, der eigentliche Netzbetrieb erfolgte weiter durch die Westnetz GmbH. Zum 1. Januar 2020 hat die HochsauerlandEnergie die verbleibenden 25,1 Prozent Gesellschaftsanteile an der HochsauerlandNetze GmbH & Co. KG erworben. Der Netzbetrieb erfolgt auch weiterhin durch die Westnetz GmbH.